# 圣伊莱尔圣梅曼
圣伊莱尔圣梅曼（法語：Saint-Hilaire-Saint-Mesmin，法語發音：[sɛ̃.t‿ilɛʁ sɛ̃ mɛmɛ̃]）是法国卢瓦雷省的一个市镇，位于该省西部，奥尔良市区西南，卢瓦尔河南岸，属于奥尔良区。

## 地理
圣伊莱尔圣梅曼（47°51'56"N, 1°50'6"E）面积14.12 平方千米，位于法国中央-卢瓦尔河谷大区卢瓦雷省，该省份为法国中北部省份，北起埃松省，西北接厄尔-卢瓦省，西南接卢瓦-谢尔省，南至涅夫勒省和谢尔省，东临约讷省，东北接塞纳-马恩省。
与圣伊莱尔圣梅曼接壤的市镇（或旧市镇、城区）包括：马罗欧普雷、梅济耶尔莱克莱里、奧利韋、圣普里韦-圣梅曼。

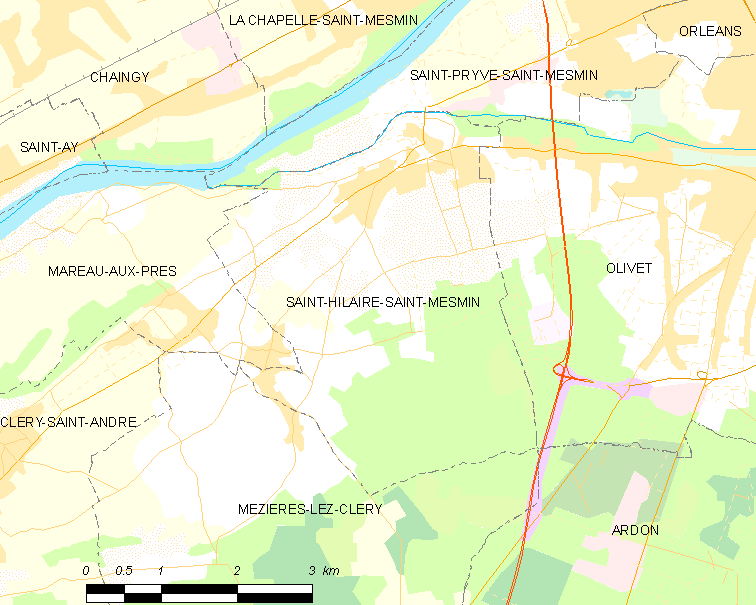
圣伊莱尔圣梅曼的OSM定位图

圣伊莱尔圣梅曼的时区为UTC+01:00、UTC+02:00（夏令时）。

## 行政
圣伊莱尔圣梅曼的邮政编码为45160，INSEE市镇编码为45282。

## 政治
圣伊莱尔圣梅曼所属的省级选区为奥利韦县。

## 人口

1962-2008年间圣伊莱尔圣梅曼人口变化图示

圣伊莱尔圣梅曼于2022年1月1日时的人口数量为3156人。